# چقا بالا علیا
چقا بالا علیا، به کردی چاوله؛ روستایی از توابع بخش مرکزیشهرستان سنقر در استان کرمانشاه ایران است.

## جمعیت
این روستا در دهستان پارسینه قرار دارد و براساس سرشماری مرکز آمار ایران در سال ۱۳۸۵، جمعیت آن ۸۵ نفر (۲۰خانوار) بوده‌است.